# 정선아 (배우)
정선아(1984년 10월 12일 ~ )는 대한민국의 뮤지컬 배우이다.

## 출연작

### 방송
- 2020년 《제야음악회 2021 새날 마중》
- 2021년 《미스터리 음악쇼 복면가왕》- 제150~152대 가왕 아기염소 여럿이 가왕석 뜯고 놀아요~ 해처럼 밝은 얼굴로~ 아기염소

### 영화
- 2019년 영화 메리 포핀스 리턴즈 - 메리 포핀스 (한국어 노래) 역

### 공연
- 2021년 공연 《뮤지컬 옴니버스》
- 2021년 공연 《위키드》 - 글린다 역
- 2020년 공연 《뮤직 오브 더 나잇》
- 2020년 공연 《바리톤 김동규 콘서트》
- 2020년 공연 《정선아, 한지상 콘서트》

## 학력
- 성심여자고등학교 (졸업)
- 동국대학교 연극영상학과 (졸업)
- 동국대학교 영상대학원 공연예술학과 (재학)

## 수상 목록
- 2024년 제8회 한국 뮤지컬 어워즈 여자주연상 (이프덴)